# Флорида-де-Льєбана
Флорида-де-Льєбана (ісп. Florida de Liébana) — муніципалітет в Іспанії, у складі автономної спільноти Кастилія-і-Леон, у провінції Саламанка. Населення — 290 осіб (2010).
Муніципалітет розташований на відстані близько 180 км на захід від Мадрида, 100 км на південь від Саламанки.
На території муніципалітету розташовані такі населені пункти: (дані про населення за 2010 рік)
- Флорида-де-Льєбана: 252 особи
- Пуерто-де-ла-Анунсіасьйон: 6 осіб
- Вільясельва: 7 осіб
- Урбанісасьйон-ла-Флорида: 25 осіб

## Демографія
Динаміка населення (INE ):

## Зовнішні посилання
- Провінційна рада Саламанки: індекс муніципалітетів
- Посилання на Google Maps